# Reflexologie
Reflexologie of reflexzonetherapie is een alternatieve geneeswijze die ervan uitgaat dat alle organen en lichaamsdelen in verbinding staan met plaatsen op de voeten ('voetreflexologie'), handen ('handreflexologie') of oren. De reflexologie deelt de voetzool in — sommigen voegen daar ook de handen en de oren aan toe — in zones die zouden corresponderen met delen in het lichaam zoals het hart en de lever en stelt dat de massage van deze zones een onbelemmerde energiedoorstroming in het hele lichaam herstelt en/of onderhoudt en dat aan de voetzool gevoeld kan worden met welk corresponderend orgaan er iets aan de hand is. Reflexologie meent dat energiedoorstroming de basis is van onze gezondheid en dat ziekte het gevolg zou zijn van energieblokkeringen. 
Reflexzonetherapie kent zijn oorsprong in China en Egypte.
Er is geen overtuigend wetenschappelijk bewijs dat reflexologie effectief is voor eender welke medische aandoening dan ook.

## Reflexologiekaart
De reflexologiekaart toont de reflexpunten of reflexzones op de voet of de hand:
|  |                            | hersenen |                | maag |
|  | sinussen                   |          | milt           |      |
|  | stem                       |          | lever          |      |
|  | hypofyse                   |          | galblaas       |      |
|  | hals en keel               |          | bijnieren      |      |
|  | ogen                       |          | pancreas       |      |
|  | oren                       |          | nieren         |      |
|  | oksel                      |          | urineleider    |      |
|  | arm en schouder            |          | urineblaas     |      |
|  | longen en borstkas         |          | dikke darm     |      |
|  | hart                       |          | dunne darm     |      |
|  | schildklier en bronchioles |          | stuit          |      |
|  | plexus solaris             |          | ischiaszenuw   |      |
|  | middenrif                  |          | Peyerse platen |      |
|  | appendix                   |          |                |      |

## Historiek
William Fitzgerald, een Amerikaanse keel-, neus- en oorarts, verdeelde in zijn boek genaamd "Zone Therapy" in 1917 het lichaam in 10 verticale zones. Hij stelde dat druk die op een bepaalde plek in het lichaam werd uitgeoefend een verdovende uitwerking had op andere plekken in dezelfde zone.
Fitzgeralds theorieën werden verder uitgewerkt door Joe Shelby Riley. Hij verdeelde het lichaam in 4 horizontale zones en begon met het vastleggen van specifieke punten op handen en voeten die een relatie zouden hebben met specifieke delen van het lichaam.
Eunice Ingham, een verpleegster en fysiotherapeute, was uiteindelijk degene die alle punten in kaart bracht. Ze schreef twee boeken over het onderwerp. Ook is zij degene die de therapie haar naam gaf. Het heet een "reflex" omdat een behandeling van een punt een reactie heeft op een andere plek in het lichaam: een reflex. Doreen Bayley en Hanne Marquardt studeerden met Eunice Ingham. Zij brachten de therapie naar Engeland en Duitsland in respectievelijk 1966 en 1970.
In het jaar 1961 uitte de beroepsvereniging van fysiotherapeuten bezwaren tegen het gebruik van de term therapie in "zonetherapie" en vanaf die tijd werd het woord reflexologie gebruikt.
In Nederland werd het onder andere onderwezen bij de opleiding voor schoonheidsspecialiste door onderneemster Adry Hermans (1917 - 2007). Zij ontwikkelde "oorreflexzônemassagetherapie".

## Uitgangspunten
Volgens de reflexologie stroomt in het menselijk lichaam energie in banen. Deze energiebanen zouden we op ongeveer 800 punten in ons lichaam kunnen beïnvloeden. Ook de acupunctuur gebruikt deze punten, maar werkt in tegenstelling tot reflexologie met naalden die op de reflexpunten in de huid worden gestoken. De makkelijkste plaatsen om te beïnvloeden zijn de handen en de voeten.
De reflexologie gaat ervan uit dat het lichaam in tien zones is verdeeld, die zones worden in kaart gebracht op de voeten. Iedere voet heeft zo vijf zones. Daarnaast wordt het lichaam ook verticaal op de voet geprojecteerd - het hoofd ligt bij de tenen, en de voeten bij de hiel. Iedere zone heeft zo zijn eigen ‘karakteristieken’. Door vervolgens op bepaalde plaatsen druk uit te oefenen, zou er op een andere plaats in het lichaam een bepaald orgaan of een bepaalde klier worden gestimuleerd. Op de handen en voeten komen volgens de reflexologie alle punten samen die met de organen en klieren verbonden zijn.

## Wetenschap over voetreflexologie
De bewering dat alle organen en lichaamsdelen in verbinding staan met plaatsen op de voeten, vindt geen ondersteuning in de moderne anatomie en fysiologie. Het “Handboek Andere Geneeswijzen” (2001) van de Verbruikersunie (België) besluit dan ook: "Er is geen enkel bewijs dat bepaalde zones van de voetzool overeenkomen met organen. Er is geen enkel bewijs dat er een ophoping van stofwisselingsslakken zou zijn. Als diagnostische methode is deze methode af te raden. Als ontspannende massage is ze aanbevelenswaard".
Voetreflexologen hebben een hierop gerichte opleiding genoten en zijn meestal geen arts. Ze mogen derhalve geen diagnose stellen en worden geacht klanten met medische klachten door te verwijzen naar een arts.
Op 27 januari 2009 heeft de Natural Standard in samenwerking met de medische faculteit van Harvard een onderzoek gepubliceerd naar de effectiviteit van reflexologie. De conclusie daarvan was dat reflexologie weliswaar niet schadelijk is, maar dat er ook zeer weinig bewijs is voor enige effectiviteit.
Uitgebreide medische onderzoeken van 2009 en 2011 hebben geen voldoende effectiviteit aangetoond voor de toepassing van reflexologie als medische toepassing voor enige ziekte. Een in 2009 systematisch onderzoek met at random gecontroleerde peergroup besluit dat: "Gebaseerd op het best mogelijke bewijs is er op heden geen enkel overtuigend argument dat reflexologie een effectieve behandeling is voor enige medische aandoening.
Er is geen overtuigend wetenschappelijk bewijs dat reflexologie effectief is voor welke medische aandoening dan ook.